# H-Blockx
 H-Blockx  — рок-группа из Мюнстера (Германия), играющая преимущественно рэпкор и альтернативный рок.

## История
Свою деятельность команда начала в 1990 году. Именно тогда и встретились Christop «Mason» Maass, Stephan «Gudze» Hinz, Henning Wehland и Tim Tenambergen. Название было взято по имени ирландской тюрьмы строгого режима «H-Blockx».
В 1992 году в коллективе появляется ещё один участник — второй вокалист Dave Gappa. В том же 1992 году на перспективную группу обращает внимание George Gluck — владелец берлинской студии звукозаписи «Sing Sing Records». Спустя полгода (уже в 1993 году) заключается контракт и группа выпускает свой первый мини-альбом «Risin' High», ставший весьма популярным в кругах андеграунда. А уже в 1994 году был выпущен первый полноценный альбом, получивший название «Time To Move». Альбом вывел группу на существенно новый уровень — высокий интерес слушателей (в 1995 году было продано уже более 700 000 копий), внимание прессы (MTV) присвоило им титул «Local German Hero»), выступление на известных фестивалях (например, «Rock Am Ring»).
В 1996 году группа выпускает новый альбом под названием «Discover My Soul». Тираж пластинки устремился к миллиону, а группа активно гастролирует по Европе, John Bon Jovi приглашал музыкантов на разогрев во время своего тура. В этом же году группа впервые приезжает в Россию и в статусе хедлайнера принимает участие в фестивале Фритоника, проходившем в Уфе на Советской площади.
В 1997 году группу покидает ударник Christop «Mason» Maass. Его место занимает Marco Minnemann, который принял участие в записи нового альбома команды «Fly eyes» (1998 год).
В 1999 году «H-Blockx» приняли участие в создании саундтрека к фильму «Bang boom bang!», после чего вновь сменили ударника (им стал Martin «Dog» Kessler) и посетили США, где в рамках тура «Vans Warped» выступали вместе с Eminem, Ice-T и Suicidal Tendencies. Затем последовали совместные гастроли с «Biohazard».
Следующий альбом под назвынием «Get In The Ring» группа выпустила только в 2002 году уже с новым ударником Steffen Wilmking и без Dave Gappa. Именно на этом альбоме среди прочих можно услышать композицию «The Power». Кроме того, 2002 год можно отметить очередным приездом «H-Blockx» в Россию. 26 мая вместе с «Guano Apes» и ещё двумя молодыми немецкими командами они выступили в Тушино, на международном молодёжном фестивале «Rock Zone Ultra». Осенью этого же года группа выпустила концертный альбом «Live». Уже после этого релиза коллектив покинул Stephan «Gudze» Hinz, а на его место был принят Fabio Trentini.
В 2004 году музыканты выпускают альбом «No Excuses», проводят в его поддержку тур по Европе. После этого музыканты разбегаются по сайд-проектам. В том же 2004 году был выпущен сборник «More than a Decade: The Best of H-Blockx».
Новый альбом группы появился на прилавках в 2007 году. Он получил название «Open Letter To Friend».
В 2008 году в группу вернулся Stephan «Gudze» Hinz, возобновилась работа над новым альбомом «HBLX». Альбом был выпущен в начале 2012 года.

## Дискография
- 1994 — «Time To Move»
- 1996 — «Discover My Soul»
- 1998 — «Fly Eyes»
- 1999 — «Bang Boom Bang!» O.S.T.
- 2002 — «Get In The Ring»
- 2002 — «Live»
- 2004 — «No Excuses»
- 2004 — «More Than A Decade: The Best Of H-Blockx»
- 2007 — «Open Letter To A Friend»
- 2012 — «HBLX»

## Мини-альбомы (синглы)
- 1993 — «Risin´ High»
- 1994 — «Move»
- 1994 — «Little Girl»
- 1996 — «How Do You Feel»
- 1996 — «Step Back»
- 1998 — «Fly»
- 1998 — «Take Me Home»
- 2001 — «C`MON»
- 2002 — «The Power»
- 2004 — «Leave Me Alone»
- 2004 — «Celebrate Youth»
- 2007 — «Countdown To Insanity»